# Lajtai-Lazarus Walter
Lajtai-Lazarus Walter, névváltozata: Lazarus (Budapest, 1893. február 13. – Buchenwaldi koncentrációs tábor, 1945. február 27.) zeneszerző, karmester. Nővére Lénárt Gitta opera-énekesnő, sógora Vágó József építész.

## Élete
Lazarus Adolf, a Dohány utcai zsinagóga főkántorának és Glücksmann Karolina (1865–1921) gyermekeként született. Előbb a Fodor Zeneiskolában, majd a Nemzeti Zenedében tanult, ahol Siklós Albert növendéke volt. 1911 és 1914 között a lipcsei Konzervatóriumban Max Regernél képezte magát. Harcolt az első világháborúban, és főhadnagyi rangot ért el. Az 1920-as években a Magyar Királyi Operaházban működött korrepetitorként, majd a Kolozsvári Opera vezetője volt. 1925-ben Egisto Tango karmester a bécsi Volksoperhez szerződtette. 1926-ban a Radius Filmszínház zeneigazgatója lett. 1939-től az OMIKE Művészakció keretei között működött. A Szerencse című egyfelvonásos vígopera-jelenetét 1942 májusában mutatták be.
Felesége Sparber Borbála volt, akit 1917. szeptember 6-án vett nőül, majd tíz évvel később elvált tőle.